# الأجراف (الحيمة الخارجية)

تعديل مصدري - تعديل

الأجراف هي إحدى قرى عزلة مفحق بمديرية الحيمة الخارجية التابعة لمحافظة صنعاء، بلغ تعداد سكانها 150 نسمة حسب تعداد اليمن لعام 2004.